# Aras Kaya
Aras Kaya (né Amos Kibitok le 4 avril 1994 au Kenya) est un athlète turc, spécialiste du fond et du steeple.

## Biographie
Installé à Kazan, en Russie, où il remporte en 2015 les championnats russes du 5 000 m, en salle et en plein air, et y cherche en vain la naturalisation, il s'installe ensuite en Turquie en mai 2015. Il est naturalisé turc en juin 2016 et obtient d'être éligible pour la Turquie à la veille des Championnats d'Europe à Amsterdam où il remporte la médaille d'argent du 3 000 m steeple en battant son record personnel, établi en mai 2016, en 8 min 29 s 91, temps qualificatif pour les Jeux olympiques de Rio.
En 2016, il est 3e du 10 000 m à Eldoret avant de remporter le 3 000 m steeple lors du meeting de Mersin. Le 11 décembre, il remporte les Championnats d'Europe de cross-country à Chia, en Italie.
En décembre 2022, il écope de trois ans de suspension à la suite d'un contrôle positif à l'EPO.

## Palmarès
| Date | Compétition                            | Lieu      | Résultat | Épreuve       | Temps          |
| ---- | -------------------------------------- | --------- | -------- | ------------- | -------------- |
| 2016 | Championnats d'Europe                  | Amsterdam | 9e       | 5 000 m       | 13 min 47 s 42 |
| 2016 | Championnats d'Europe                  | Amsterdam | 2e       | 3 000 m st.   | 8 min 29 s 91  |
| 2016 | Championnats d'Europe de cross-country | Chia      | 1er      | Cross-country | 27 min 39 s    |
| 2017 | Championnats d'Europe en salle         | Belgrade  | 12e      | 3 000 m       | 8 min 16 s 36  |
| 2017 | Jeux de la solidarité islamique        | Bakou     | 3e       | 3 000 m st.   | 8 min 32 s 68  |
| 2017 | Championnats d'Europe de cross-country | Samorin   | 7e       | Cross-country | 30 min 14 s    |
| 2018 | Championnats d'Europe de cross-country | Tilbourg  | 3e       | Cross-country | 28 min 56 s    |
| 2019 | Championnats d'Europe par équipes      | Sandnes   | 2e       | 5 000 m       | 13 min 53 s 95 |
| 2019 | Championnats des Balkans               | Pravetz   | 1er      | 3 000 m st.   | 8 min 39 s 35  |
| 2019 | Championnats d'Europe de cross-country | Lisbonne  | 2e       | Cross-country | 30 min 10 s    |
| 2021 | Championnats d'Europe de cross-country | Dublin    | 2e       | Cross-country | 30 min 29 s    |

## Records
| Épreuve              | Performance    | Lieu        | Date           |
| -------------------- | -------------- | ----------- | -------------- |
| 5 000 mètres         | 13 min 23 s 91 | Tcheboksary | 3 août 2015    |
| 10 000 mètres        | 27 min 48 s 53 | Mersin      | 2 mai 2015     |
| 3 000 mètres steeple | 8 min 29 s 91  | Amsterdam   | 8 juillet 2016 |